# Bissezeele
Bissezeele é uma comuna francesa na região administrativa de Altos da França, no departamento do Norte. Estende-se por uma área de 3.57 km². Em 2010 a comuna tinha 251 habitantes (densidade: 70,3 hab./km²).